# Búlgars del Banat
Els búlgars del Banat (en búlgar del Banat: palćene or banátsći balgare; en búlgar, банатски българи, banatski balgari) són un grup minoritari específic de Bulgària, que es va establir el segle XVIII a la regió del Banat, llavors governat pels Habsburg i després de la Primera Guerra Mundial va ser dividit entre Romania, Sèrbia i Hongria. A diferència de la majoria dels búlgars, són catòlics amb orígens paulicians i catòlics del nord i nord-oest de Bulgària.
Els búlgars del Banat parlen una forma codificada distintiva de la llengua vernacla de Bulgària de l'Est amb molta influència lèxica dels altres idiomes del Banat. Encara que la seva cultura és fortament influenciada a la de la regió d'Europa Central, han preservat la seva identitat búlgara.
Des de l'Alliberament de Bulgària el 1878, molts han tornat a Bulgària i van fundar els seus propis pobles al país.

## Població
El cens romanès oficial declara que 6.468 persones d'origen búlgar habiten a la part romanesa del Banat. El cens serbi de 2002 reconeix a 1.658 búlgars a Voivodina, la província autònoma que cobreix la part sèrbia del Banat. Investigadors búlgars estimen que 12.000 búlgars de Banat viuen a Romania i 3.000 a Sèrbia.
Els centres més importants de la població búlgara al Banat són els pobles de Dudeştii Vechi (Stár Bišnov) i Vinga, tots dos avui a Romania,
però també existeixen notables comunitats a Romania a Breştea (Bréšća), Colònia Bulgară (Telepa) i Denta (Dénta), i les ciutats de Timişoara (Timišvár) i Sânnicolau Mare (Smikluš), així com a Sèrbia, als llogarets de Ivanovo, Konak (Kanak), Jaša Tomić (Modoš), Skorenovac (Gjurgevo)
A Bulgària, els búlgars del Banat que van tornar, van poblar els pobles de Asenovo, Bardarski Geran, Dragomirovo, Gostilya, i Bregués, entre d'altres, en alguns dels quals coexisteixen amb sueus del Banat, altres búlgars catòlics i ortodoxos.

### Població històrica
D'acord amb diversos censos i estimacions, no sempre precisos, el nombre de búlgars del Banat ha variat de la següent forma:
| Font                     | Data                       | Població      | Observacions                              |
| ------------------------ | -------------------------- | ------------- | ----------------------------------------- |
| Jozu Rill                | 1864                       | 30,000–35,000 |                                           |
| Estadístiques hongareses | 1880                       | 18,298        |                                           |
| Estadístiques hongareses | 1900                       | 19,944        |                                           |
| Estadístiques hongareses | 1910                       | 13,536        | "evidentment subestimat"                  |
| Diversos autors          | segona meitat delsiglo XIX | 22,000–26,000 | "en alguns casos incloent als Krashovani" |
| Cens romanès             | 1930                       | 10,012        | Només Banat romanès                       |
| Dimo Kazasov             | 1936                       | 3,200         | Només Banat serbi; estiamdo               |
| Cens romanès             | 1939                       | 9,951         | Només Banat romanès                       |
| Karol Telbizov           | 1940                       | 12,000        | Només Banat romanès; estimat              |
| Mihail Georgiev          | 1942                       | fins a 4,500  | Només Banat serbi; estimat                |
| Cens romanès             | 1956                       | 12,040        | Només Romania                             |
| Cens iugoslau            | 1971                       | 3,745         | Només Banat serbi                         |
| Cens romanès             | 1977                       | 9,267         | Només Romania                             |
| Cens romanès             | 2002                       | 6,486         | Només Romania                             |
| Cens serbi               | 2002                       | 1,658         | Només Sèrbia                              |

## Història

### Origen i migració al nord del Danubi
La comunitat catòlica de Bulgària al nord-occidental de la ciutat minera de Chiprovtsi i els llogarets circumdants, possiblement, va ser establert a l'Edat mitjana pels miners "Saxons" (alemanys a Bulgària), els qui després van emigrar a altres llocs o van ser assimilats. El 1688, els membres de la comunitat van organitzar el fracassat Aixecament de Chiprovtsi contra el domini otomà de Bulgària. L'aixecament va ser reprimit a causa de falles d'organització i la interrupció de l'ofensiva austríaca contra els otomans. Al voltant de 300 famílies del catòlics supervivents van fugir al nord del Danubi fins a Oltènia, inicialment a les ciutats de Craiova, Râmnicu Vâlcea, i altres ciutats, on els seus drets van ser garantits pel príncep de Valàquia, Constantin Brâncoveanu. Alguns es van mudar al sud-oest de Transsilvània, fundant colònies en Vinţu de Jos (1700) i Deva (1714) i els privilegis que reben com a drets civils i exempció d'impostos.
Després que Oltènia va ser ocupada per Àustria el 1718, la situació dels búlgars a la regió va millorar de nou després d'un decret imperial de 1727 que els va permetre els mateixos privilegis que a les seves colònies a Transsilvània. Això va atreure una ona de migració dels catòlics de Bulgària, prop de 300 famílies dels llogarets al nord de Bulgària central. Es van instal·lar a Craiova entre el 1726 i el 1730, però no van rebre els mateixos drets que els colons de Chiprovtsi.
Els Habsburg van ser forçats a retirar-se de Oltnia el 1737 arran d'una nova guerra amb l'Imperi Otomà. Els búlgars van fugir d'aquesta nova ocupació otomana i es van establir al Banat dominat pels austríacs al nord-oest. Les autoritats austríaques els van permetre fundar els pobles de Stár Bišnov el 1738 i Vinga (o Theresiopolis) el 1741. El 1744, un decret de Maria Teresa I d'Àustria va confirmar una vegada més els seus privilegis rebuts en Oltènia.

### El govern austríac i hongarès

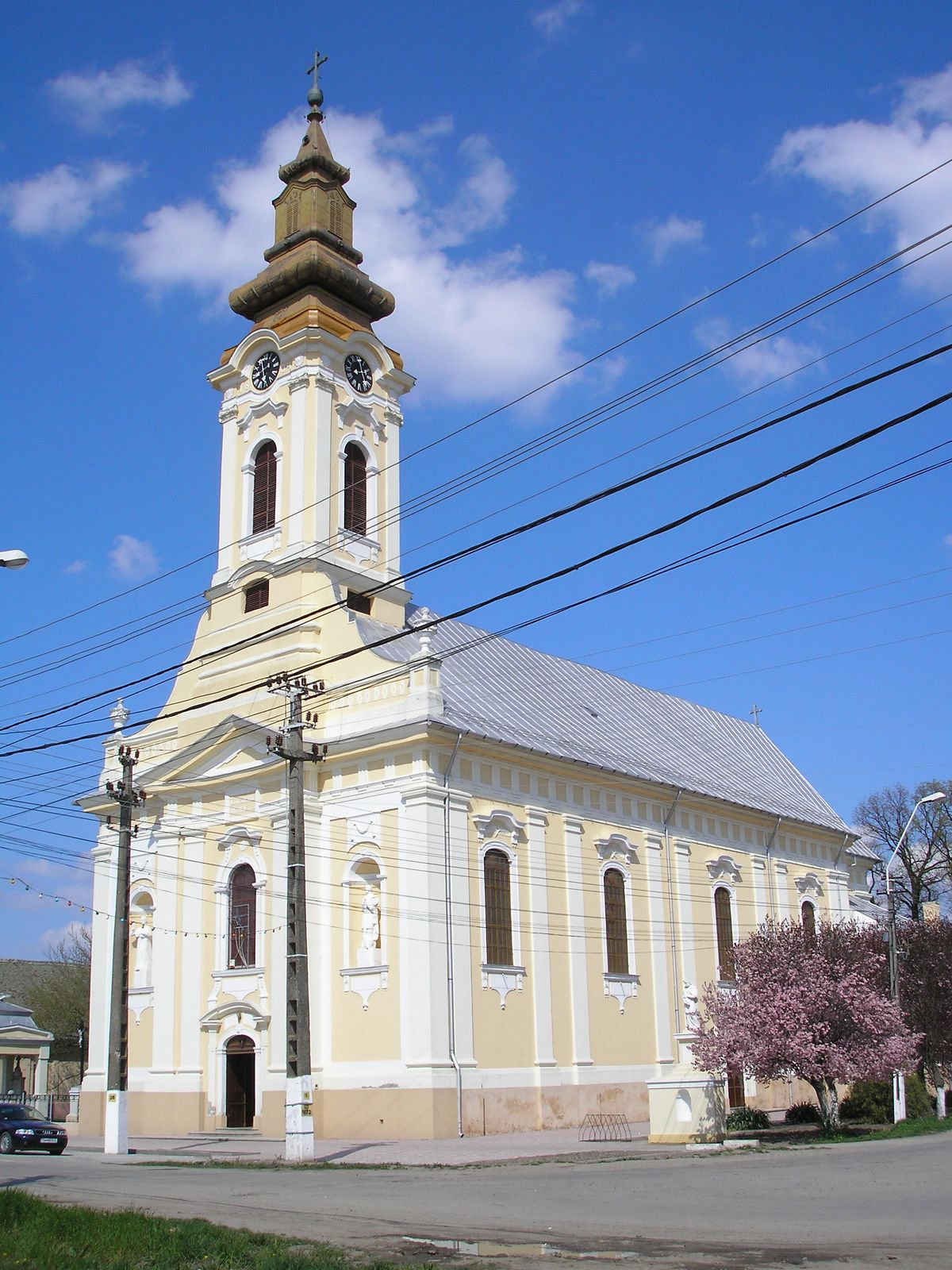
La parròquia catòlica a Dudeştii Vechi, Romania

Al voltant d'un centenar de Paulicians de la regió de Svixtov i Nikopol van emigrar al Banat de 1753 fins al 1777.
La població búlgara existent es va estendre ràpidament a tota la regió des de finals del 18 fins al segon quart del segle xix. Es van instal·lar a uns 20 pobles i ciutats a la recerca de millors condicions econòmiques, en particular la seva necessitat de terres cultivables. Aquestes colònies són les de Modoš (1779), Kanak i Stari Lec (1820), Belo Blato (1885), Bréšća, Dénta, i Banatski Dvor (1842), Telepa (1846), Gjurgevo (1866), i Ivanovo (1867).

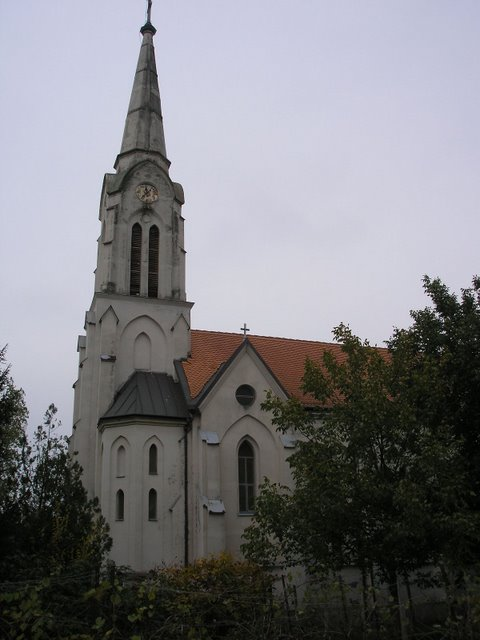
La parròquia catòlica en Ivanovo, Sèrbia

Després que es van instal·lar, els búlgars de Banat van començar a prendre cura de la seva educació i religió. L'església neobarroca a Stár Bišnov es va construir el 1804 i la imponent església neogòtica a Vinga el 1892. Fins al 1863, els búlgars del Banat celebraven la litúrgies en llatí i "ilíric". El ilíric era una branca del croat que s'havia estès a les comunitats abans d'emigrar al Banat. No obstant això, amb el seu renaixement cultural al segle xix, la seva llengua vernacla, es va introduir a l'Església de manera gradual,. El renaixement també va conduir al llançament del seu primer llibre imprès, Manachija kathehismus za katolicsanske Paulichiane, el 1851. El "ilíric" va ser també substituït pel búlgar del Banat a l'educació el 1860 (oficialment el 1864). El 1866, Jozua Rill va codificar el dialecte amb el seu assaig Bálgarskotu pravopisanj.
Després del Ausgleich de 1867, Les autoritats hongareses van intensificar a poc a poc la hongarització del Banat. Fins a la Primera Guerra Mundial, ells van imposar l'hongarès com l'idioma principal de l'educació.

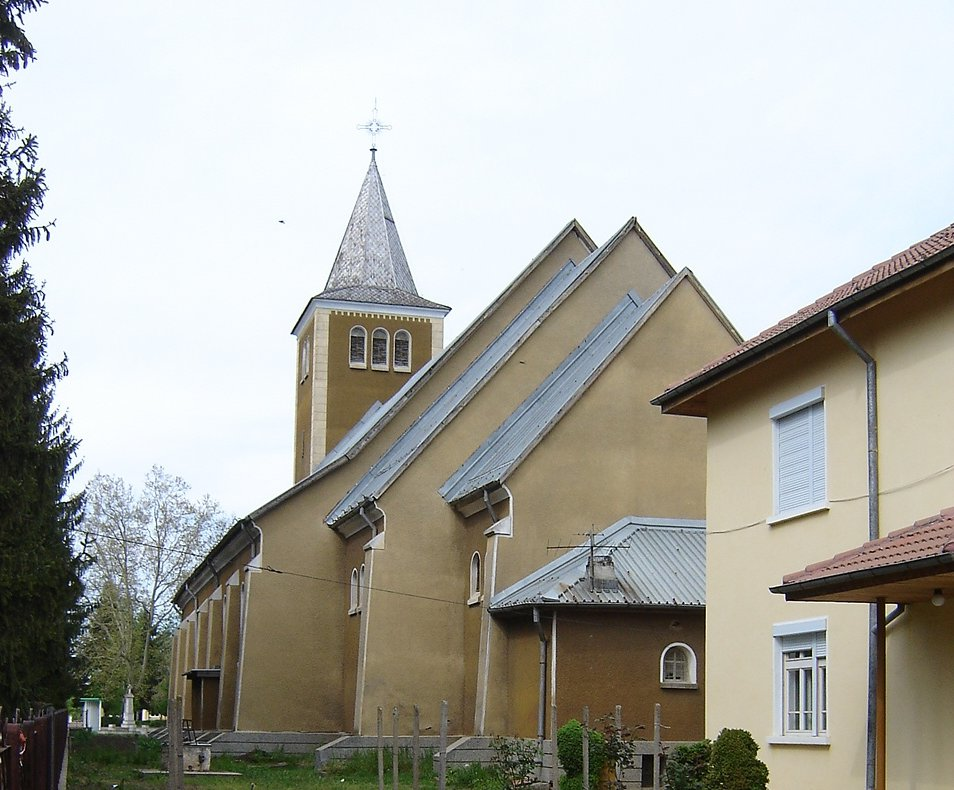
L'església catòlica búlgara de Banat en Bardarski Geran, Bulgària

### El Banat romanès i serbi d'entreguerres
Després de la Primera Guerra Mundial, l'Imperi austrohongarès va ser dissolt i el Banat estava dividit entre Romania i Sèrbia. La majoria dels búlgars de Banat es van convertir en ciutadans del Regne de Romania, però molts van caure a l'interior del Regne de Iugoslàvia.
A la Gran Romania, la identitat dels búlgars de Banat va ser distingida en els censos i estadístiques. L'idioma principal de l'educació va passar a ser el romanès i es van nacionalitzar les escoles búlgares. Un llibre de geografia de Romania de 1931, descriu als búlgars en el comtat de Timis-Torontál com a "estrangers", i el seu vestit nacional com "no tan bonic" com el de Romania, però en general els búlgars del Banat van ser tractats més favorablement que la minoria més gran ortodoxa búlgara a la Romania d'entreguerres.
El Regne de Iugoslàvia va negar l'existència de qualsevol minoria búlgara, ja sigui a la Vardar Banovina, els Camps Occidentals, o el Banat. Les estadístiques oficials posteriors a la Primera Guerra Mundial no proporcionen dades sobre el nombre de búlgars de Banat. En comparació amb els búlgars ortodoxos orientals a Iugoslàvia, els búlgars del Banat van ser tractats millor per les autoritats iugoslaves, encara que el serbocroat era l'únic idioma de l'educació.
En la dècada de 1930, els búlgars de Banat a Romania van entrar en un període de renaixement cultural liderat per figures com Ivan Fermendžin, Anton Lebanov, and Karol Telbis (Telbizov). Aquests nous líders van posar l'accent en la identitat cultural de Bulgària a costa de la identificació com paulicians i catòlics, l'establiment de contactes amb el Govern búlgar i altres comunitats búlgares a Romania, en particular en Dobrudja. Els òrgans d'aquest avivament van ser el periòdic Banatsći balgarsći glasnić (Veu del Búlgar de Banat), publicat entre el 1935 i el 1943, i l'anual Banatsći balgarsći kalendar (Calendari Búlgar de Banat), publicat des del 1936 fins al 1940. Hi havia un pla per a celebrar el 200 aniversari de l'assentament en el Banat, que va ser la manifestació més significativa dels búlgars del Banat, en aquest període. Va ser parcialment espatllat per les autoritats romaneses, però va cridar molt l'atenció entre els intel·lectuals a Bulgària. El Partit Agrari Búlgar, un braç del Partit Nacional Pagès, va ser fundat el 1936 per iniciativa de Karol Telbizov i el Dr. Karol Manjov de Stár Bišnov, amb Petar Telbisz com a president, i la Societat Nacional Búlgara del Banat, també dirigida per Telbisz, va ser establerta el 1939.
Bulgària i Iugoslàvia van millorar les seves relacions a la dècada de 1930, portant al reconeixement indirecte de la minoria búlgara del Banat pel govern iugoslau. No obstant això, la revitalització del Banat búlgar era molt menys perceptible al Banat serbi. La població de Bulgària al Banat iugoslau va ser només parcialment afectada pel treball de Telbizov, Lebanov, i els altres treballadors culturals al Banat romanès.

### Emigració a Hongria, els Estats Units i Bulgària
Alguns búlgars de Banat van emigrar de nou, principalment a Hongria i als Estats Units. Segons les dades de Bulgària des de 1942, 10.000 búlgars del Banat van viure a Hongria, sobretot a les grans ciutats, però aquest número és més probable que hagi estat sobreestimat. Els membres de la comunitat búlgara del Banat a Hongria inclouen diversos diputats en l'Assemblea Nacional, com ara Petar Dobroslav, el fill de la qual, László Dobroslav (László Bolgár) va ser diplomàtic, i Georgi Velčov.
Durant el període d'entreguerres, les comunitats búlgares del Banat a Romania van ser una de les quals van tenir un nombre més gran de membres que van emigrar als EE. UU., en particular als anys 1920 i 1930. Una comunitat organitzada búlgara va ser creada en Lone Wolf, Oklahoma, on els búlgars del Banat eren en la seva majoria agricultors.
Un important nombre de búlgars del Banat van tornar a Bulgària, a partir dels anys 1880 i 1890. Ells van fundar diversos pobles a les províncies de Pleven, Vratsa i Veliko Tarnovo i van rebre privilegis, segons la llei de 1880, per assentar-se en terres despoblades. Ells van introduir tecnologies agrícoles modernes per al país i plena aplicació de la seva experiència en l'agricultura. La seva vida religiosa va ser determinada en part pels enfrontaments entre les minories catòliques i la majoria ortodoxa predominant i els conflictes culturals amb altres comunitats de catòlics que vivien en llogarets amb uns altres grups, com els sueus del Banat i els paulicians búlgars de Ilfov.

### Segona Guerra Mundial i anys posteriors
En vespres de la Segona Guerra Mundial, el règim autoritari de Carol II de Romania i el govern feixista d'Ion Antonescu àmpliament van discriminar a la minoria búlgara al Banat romanès. Els búlgars van ser sovint privats de la propietat i la terra, sotmesos a la propaganda anti-búlgara, i els seus llogarets van haver de protegir a refugiats romanesos i aromanesos de Transsilvània Septentrional i Dobrudja Meridional.

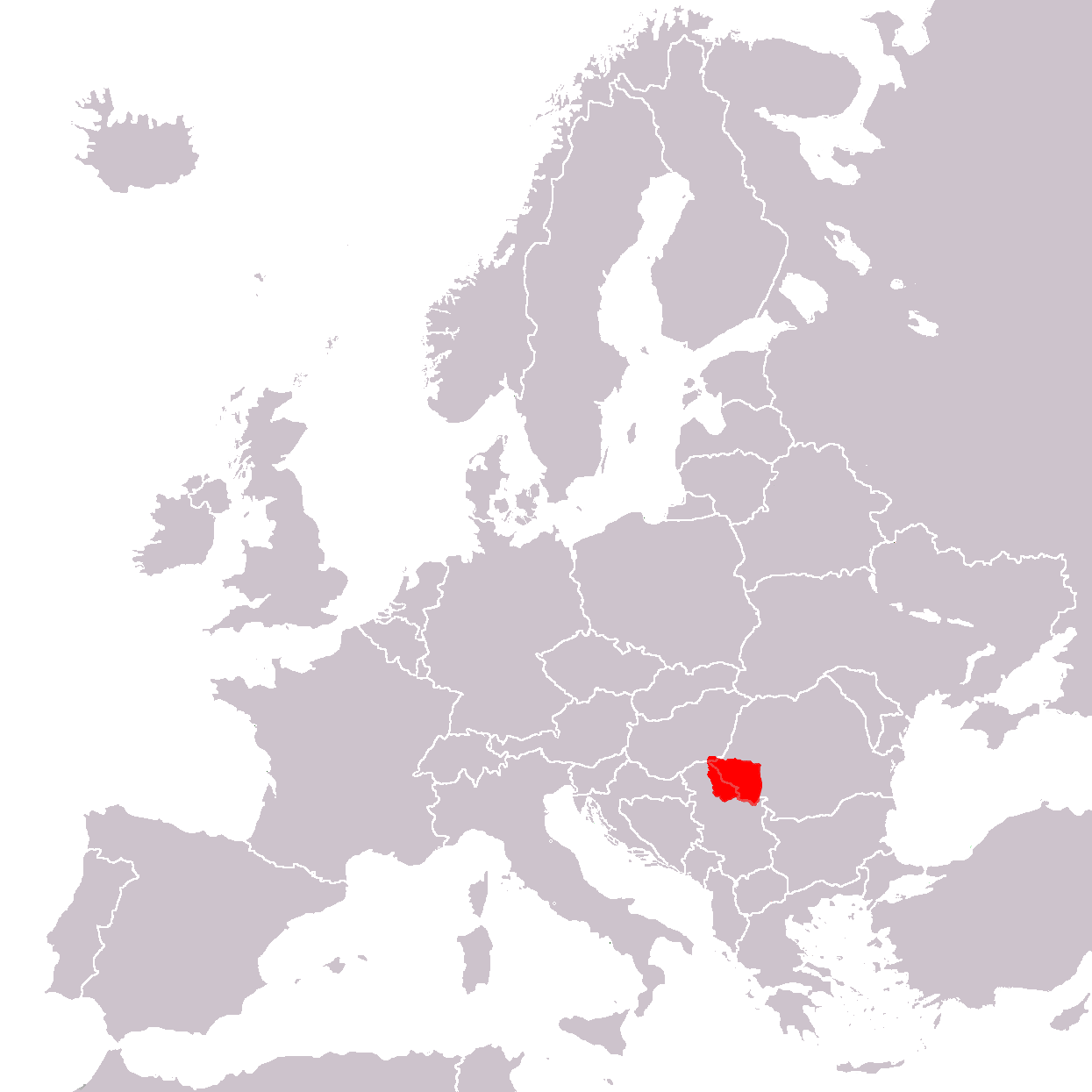
Localització del Banat a Europa.

Al maig de 1941, els búlgars al Banat romanès van contribuir a l'alliberament dels presoners de guerra búlgars en l'Exèrcit Iugoslau, capturat per l'Eix, des d'un campament a prop de Timişoara. La comunicació amb l'Estat búlgar, els líders del Banat búlgar, encapçalats per Anton Lebanov van negociar l'alliberament dels presos i el transport a Bulgària, segons l'exemple de l'alliberament dels soldats hongaresos capturats al l'exèrcit iugoslau, d'aquests, búlgars del Macedònia del Vàrdar i el Banat Serbi, els van proporcionar aliments fins que pogueren ser portats a Bulgària.
El Banat Serbi va ser conquistat per l'Alemanya nazi el 12 d'abril de 1941, i va ser ocupada durant la major part de la guerra. A la fi de 1942, les autoritats alemanyes van permetre a les minories búlgares que es creessin classes a les escoles sèrbies a Ivanovo, Skorenovac, Konak, Belo Blato, i Jaša Tomić. Tanmateix, el canvi sobtat de la guerra i la retirada alemanya del Banat van obligar a suspendre l'educació en búlgar després de l'any escolar 1943–44.
Després de la guerra, els búlgars del Banat a Romania i Iugoslàvia eren governats per règims comunistes. Al Banat romanès, alguns van ser deportats en les Bărăgan deportations el 1951, però la majoria d'ells van ser autoritzats a tornar el 1956-57. Una escola búlgara va ser fundada a Dudeştii Vechi en 1948, i a Vinga el 1949. Uns altres van seguir en Breştea, Colònia Bulgară, i Denta, però aquests van ser breument tancats o units amb les escoles de Romania després de 1952, i el búlgar va continuar sent una assignatura optativa.
La Constitució de Romania de 1991, va permetre la representació dels búlgars en el Banat romanès parlamentari a través de la part minoritària de la Unió Búlgara de Banat — Romania (Balgarskotu družstvu ud Banát — Rumanija), dirigit anteriorment per Karol-Matej Ivánčov i a partir del 2008 per Nikola Mirkovič, i el búlgar continuava sent una assignatura optativa a les escoles.
A la Iugoslàvia de la post-guerra, l'existència d'una minoria de búlgar del Banat va ser reconeguda oficialment, però no se'ls va donar els mateixos drets que a les minories més grans de Bulgària a l'est de Sèrbia. A diferència d'altres minories a Voivodina, no se'ls va permetre l'educació en la seva llengua materna, només el serbo-croat.

## Idioma
La llengua vernacla dels Búlgars del Banat pot ser classificada com a pertanyent al grup Búlgar Oriental. Una típica característica és la vocal "ы" (i), la qual pot prendre un lloc etimològic o reemplaçar la "i". Altres característiques fonològiques són la "ê" ("e" àmplia) reflex del yat de l'Antic Eslau Eclesiàstic i la reducció de "o" en "o" i a vegades "e" en "i": puljé en comptes de pole ("camp"), sélu en comptes de selo ("poble"), ugništi en comptes de ognište ("xemeneia"). Una altra característica és la palatalització de les consonants finals, la qual cosa és típic d'altres llengües eslaves, però trobat solament en dialectes búlgars no estàndard (en búlgar donin ("dia") sona i s'escriu com denj). Parlen un dialecte amb característica de les parles dels Ródope.
Lèxicament, l'idioma ha pres moltes paraules d'altres idiomes, com l'Alemany (com drot de Draht, "cable"; gáng de Gang, "vestíbul, passadís"), Hongarès (vilánj de villan, "electricitat"; mozi, "cinema"), Serbo-Croat (stvár de stvar, "article, assumpte"; ráčun de račun, "compte"), i Romanès (šedinca de şedinţă, "conferència") a causa dels contactes pròxims amb altres persones del Banat i els llaços religiosos amb altres persones Catòliques Romanes. El Búlgar del Banat també té alguns préstecs del Turc Otomà i el Grec, la qual cosa comparteix amb altres dialectes búlgars (per ex. hirgjén del Turc ergen, "home no casat, solter"; trandáfer del Grec τριαντάφυλλο 		triantafyllo, "rosa"). Els préstecs constitueixen al voltant del 20% del vocabulari Búlgar del Banat. Els noms d'alguns búlgars del banat són també influenciats per noms Hongaresos, igual que l'ordre de nom Hongarès (oriental) és a vegades usat (cognom seguit del nom propi) i la terminació femenina "-a" és normalment treta dels cognoms. Així, Marija Velčova passaria a ser Velčov Marija.
A part de préstecs, el lèxic del Búlgar del Banat ha adquirit també calcs i neologismes, com svetica ("icona", anteriorment usat ikona i influenciat pel Aleman Heiligenbild), zarno ("bala", del significat de la paraula "grano"), oganbalváč ("volcan", literalment "escopidor de foc"), i predhurta ("pròleg").
El llenguatge Búlgar del Banat usa la seva pròpia escriptura, majorment basada en la versió Croata de l'alfabet llatí (Alfabet Croat), i conserva moltes característiques que són arcaiques en la llengua parlada a Bulgària. El llenguatge va ser codificat el 1866 i és usat en literatura i premsa, la qual cosa el distingeix de purs dialectes.

## Cultura
Els búlgars del Banat s'han involucrat en l'activitat literària, ja que es van establir al Banat. La seva primera obra literària conservada és el registre històric Història Domus (Història Parochiae Oppidi O-Bessenyö, in Diocesi Czanadiensi, Comitatu Torontalensi), escrita en llatí a la dècada de 1740. La codificació de la llengua vernacla búlgara del Banat el 1866 va permetre l'alliberament d'una sèrie de llibres de text i la traducció de diverses obres importants religiosa al segle xix. Va haver-hi un renaixement literari a la dècada de 1930, centrada al voltant del periòdic Banatsći balgarsći glasnić. Avui, la Unió Búlgara del Banat – Romania emet el periòdic quinzenal Náša glás i la revista mensual Literaturna miselj.
La música dels búlgars del banats es classifica com una branca separada de la música popular búlgara, amb diverses peculiaritats verbals i musicals. Encara que als bars Búlgars més típics s'han conservat una sèrie de melodies que despleguen les influències romanesa, sèrbia, hongaresa i les específiques nadales búlgares han estat substituïts per les cançons de tipus urbà. El catolicisme ha exercit influència considerable, eliminant determinats tipus de cançons i la seva substitució per uns altres. De la mateixa manera, els búlgars del Banat han conservat festivitats búlgares, encara que també han adoptat de molts altres pobles catòlics. Una de les festes més populars és el Faršángji, o el Carnestoltes. Quant als balls, els búlgars del Banat també han pres en gran manera alguns costums dels pobles veïns, per exemple el csárdás d'Hongria.
El vestit nacional de les dones búlgares del Banat té dues varietats. El vestit de Vinga és una reminiscència dels de la sub-balcànica de les ciutats de Bulgària, el de Star Bišnov és característic del nord-oest de Bulgària. El vestuari de Vinga ha estat especialment influenciat pel vestit dels hongaresos i alemanys, però el vestuari de Star Bišnov s'ha mantingut més conservador. El vestit de les dones búlgares del Banat es percep com particularment impressionant, amb la seva corona com a tocat.